# Список глав правительства Молдовы
Список глав правительства Молдовы включает руководителей правительства страны с момента провозглашения в 1917 году Молдавской Демократической Республики в составе Российской республики.
В настоящее время правительство страны возглавляет Премьер-министр Республики Молдова (рум. Prim-ministru al Republicii Moldova), чьё положение в системе государственной власти определяет конституция, принятая в 1994 году. Кандидатура главы правительства выдвигается президентом на рассмотрение Парламента, который также представляет программу деятельности правительства на утверждение парламенту. После рассмотрения, с согласия парламента, премьер-министр и состав кабинета министров назначаются президентом. Глава правительства председательствует на заседаниях кабмина, координирует и контролирует его деятельность, распределяет задачи между министрами.
Использованная в первом столбце таблиц нумерация является условной; также условным является использование в первом столбце цветовой заливки, служащей для упрощения восприятия принадлежности лиц к различным политическим силам без необходимости обращения к столбцу, отражающему партийную принадлежность. Наряду с партийной принадлежностью, в столбце «Партия» также отражён беспартийный статус персоналий. В столбце «Выборы» отражены состоявшиеся выборные процедуры, сформировавшие состав парламента, утвердившего состав правительства или поддержавшего его. Для удобства список разделён на принятые в историографии периоды истории страны. Приведённые в преамбулах к каждому из разделов описания этих периодов призваны пояснить особенности её политической жизни.

## Молдавская Демократическая Республика (1917—1918)
После Февральской революции 1917 года в Бессарабской губернии установилось двоевластие: губернский комиссар Временного правительства и советы рабочих и солдатских депутатов. В октябре на Военно-молдавском съезде был создан Сфатул Цэрий (Совет страны) и провозглашена автономия Бессарабии. После Октябрьской революции в ноябре — декабре в отдельных городах и сёлах власть перешла к советам. Сложившаяся ситуация, а также курс Украинской Центральной рады на независимость побудили Сфатул Цэрий 2 (15) декабря провозгласить образование Молдавской Народной Республики (молд. Republica Democratică Moldovenească) в составе Российской республики и взять на себя функции высшего органа законодательной власти (высшим исполнительным стал Совет генеральных директоров). В январе 1918 года Сфатул Цэрий призвал на территорию Бессарабии румынские войска. 24 января (6 февраля) МНР провозглашена независимой республикой, но уже 27 марта (9 апреля) объеденена с Румынией при условии сохранения автономии.
|        | Портрет | Имя (годы жизни)                                                             | Полномочия                 | Полномочия                 | Партия                            | Кабинет  | Наименование должности                                                                           | Пр.   |
| Начало | Портрет | Имя (годы жизни)                                                             | Окончание                  |                            | Партия                            | Кабинет  | Наименование должности                                                                           | Пр.   |
| ------ | ------- | ---------------------------------------------------------------------------- | -------------------------- | -------------------------- | --------------------------------- | -------- | ------------------------------------------------------------------------------------------------ | ----- |
| 1      |         | Пантелеймон Васильевич Ерхан (1884—1971) молд. Pantelimon Vasile Erhan       | 8 (21) декабря 1917        | 19 января (1 февраля) 1918 | Партия социалистов-революционеров | Ерхан    | Председатель Совета генеральных директоров молд. Președinte al Consiliului Directorilor Generali | [ 4 ] |
| 2      |         | Даниэль Александрович Чугуряну (1885—1950) молд. Daniel Alexandru Ciuhureanu | 19 января (1 февраля) 1918 | 27 марта (9 апреля) 1918   | Национальная молдавская партия    | Чугуряну | Председатель Совета генеральных директоров молд. Președinte al Consiliului Directorilor Generali | [ 5 ] |

## Бессарабия (1918) в составе Румынии
В марте 1918 года был опубликован проект конституции Молдавской Демократической Республики, в котором значилось, что МДР определялось как «независимое и неделимое государство, чья территория не может быть отчуждена», но уже 27 марта (9 апреля) Сфатул Цэрий под давлением Румынии большинством голосов принял решение о присоединении Бессарабии (рум. Basarabia) к Королевству Румыния при сохранении ею автономии в рамках Великой Румынии. 27 ноября (10 декабря), подчинившись требованиям румынских властей, Сфатул Цэрий принял решение о безусловном включении Бессарабии в состав Румынии; в тот же день король Фердинанд I издал указ о роспуске Сфатул Цэрий.
|        | Портрет                          | Имя (годы жизни)                           | Полномочия               | Полномочия                  | Партия                         | Кабинет | Наименование должности                                                                          | Пр.   |
| Начало | Портрет                          | Имя (годы жизни)                           | Окончание                |                             | Партия                         | Кабинет | Наименование должности                                                                          | Пр.   |
| ------ | -------------------------------- | ------------------------------------------ | ------------------------ | --------------------------- | ------------------------------ | ------- | ----------------------------------------------------------------------------------------------- | ----- |
|        |                                  | Петру Казаку (1873—1956) рум. Petru Cazacu | 27 марта (9 апреля) 1918 | 27 ноября (10 декабря) 1918 | Национальная молдавская партия | Казаку  | Председатель Совета генеральных директоров рум. Președinte al Consiliului Directorilor Generali | [ 6 ] |
|        | Бессарабская крестьянская партия | Петру Казаку (1873—1956) рум. Petru Cazacu | 27 марта (9 апреля) 1918 | 27 ноября (10 декабря) 1918 |                                | Казаку  | Председатель Совета генеральных директоров рум. Președinte al Consiliului Directorilor Generali | [ 6 ] |

## Бессарабская ССР (1919) в составе РСФСР
В апреле 1919 года советская армия освободила находившиеся с марта 1918 года под австро-венгерской оккупацией территории Северного Причерноморья и Приднестровья. 9 апреля в Одессе был сформирован Бессарабский революционный комитет во главе с Иваном Криворуковым. 1 мая правительства РСФСР и УССР направили Румынии ультимативную ноту о необходимости немедленного исполнения её обязательств от 5 марта 1918 года по выводу своих войск из Бессарабии. После невыполнения Румынией требований РККА пошла в наступление, заняв ряд населённых пунктов правобережья Днестра. 5 мая в Одессе по предложению ЦК РКП(б) было образовано Временное рабоче-крестьянское правительство Бессарабии под председательством Криворукова. 8 мая правительство издало манифест, в котором провозглашало создание Бессарабской Советской Социалистической Республики в составе РСФСР. Территорией республики объявлялись Бессарабия и волости на левом берегу Днестра, временной столицей — Тирасполь (де-факто до 23 мая — Одесса). Фактически же правительство Бессарабской ССР контролировало только Приднестровье, которое к сентябрю было занято Вооружёнными силами Юга России и войсками интервентов. Правительство было вынуждено отступить вместе с частями РККА.
| | Портрет | Имя (годы жизни)                       | Полномочия | Полномочия    | Партия                                           | Наименование должности                                                | Пр.   |
| Начало                                                                                                | Портрет | Имя (годы жизни)                       | Окончание  |               | Партия                                           | Наименование должности                                                | Пр.   |
| --- | ------- | -------------------------------------- | ---------- | ------------- | ------------------------------------------------ | --------------------------------------------------------------------- | ----- |
| |         | Иван Николаевич Криворуков (1883—1937) | 5 мая 1919 | сентябрь 1919 | Российская коммунистическая партия (большевиков) | Председатель Временного рабоче-крестьянского правительства Бессарабии | [ 8 ] |
| Председатель Временного Совета народных комиссаров Бессарабской Советской Социалистической Республики |         | Иван Николаевич Криворуков (1883—1937) | 5 мая 1919 | сентябрь 1919 | Российская коммунистическая партия (большевиков) |                                                                       | [ 8 ] |

## Молдавская ССР (1940—1991) в составе СССР
26 июня 1940 года во время Второй мировой войны СССР предъявил Румынии ультиматум с требованием о возвращении Бессарабии. Румыния была вынуждена принять условия, и спустя два дня советские войска вступили на территории Бессарабии, полностью заняв регион к 3 июля. 2 августа на VII сессии Верховного Совета СССР был принят Закон об образовании союзной Молдавской Советской Социалистической Республики (молд. Република Советикэ Сочиалистэ Молдовеняскэ). В новосозданную республику вошли большая часть Бессарабии и 6 районов Молдавской АССР, созданной в 1924 году как автономия в составе Украинской ССР; остальные 8 районов вошли в состав Украины. В феврале 1941 года на первой сессии Верховного Совета Молдавской ССР I созыва была принята конституция, согласно которой Верховный Совет являлся высшим органом законодательной власти в Молдове, а исполнительной — Совет министров (СМ; СНК переименован в СМ в 1946 году).
В 1980-х годах в результате перестройки в СССР повысилась социальная активность населения страны и обострились национальные вопросы. В Молдавской ССР возникло общественное движение, провозглашавшее тезис об идентичности молдавского и румынского языков и призывавшее к объединению Молдавии с Румынией. В марте 1988 года на съезде Союза писателей СССР в Москве прозвучало предложение придать государственный статус языкам титульных наций всех республик Советского Союза. Так, в марте 1989 года был опубликован законопроект «О статусе государственного языка Молдавской ССР», послуживший началом к возникновению Приднестровского и Гагаузского конфликтов. Законопроект вызвал негативную реакцию среди части населения, не владеющей молдавским. Это привело к появлению стихийного общественного движения, выступавшего за введение в Молдавии двух государственных языков — молдавского и русского. Несмотря на это 31 августа Верховный Совет МССР придал молдавскому языку статус единственного государственного, что привело к новому витку развития межэтнических конфликтов. 5 июня 1990 года Верховный Совет переименовал страну в Советскую Социалистическую Республику Молдова (молд. Republica Sovietică Socialistă Moldova). 23 июня Совет утвердил заключение специальной комиссии по пакту Молотова — Риббентропа, в котором создание МССР было объявлено незаконным актом, а Бессарабия и Северная Буковина — оккупированными румынскими территориями, в соответствии с чем Верховный Совет принял Декларацию о суверенитете. 23 мая 1991 года Верховный Совет принял новое название страны — «Республика Молдова», а 27 августа объявил о её государственной независимости от СССР.
|          | Портрет       | Имя (годы жизни)                                                             | Полномочия      | Полномочия | Партия                                         | Наименование должности | Пр.    |
| Начало   | Портрет       | Имя (годы жизни)                                                             | Окончание       | | Партия                                         | Наименование должности | Пр.    |
| -------- | ------------- | ---------------------------------------------------------------------------- | --------------- | --- | ---------------------------------------------- | --- | ------ |
| 3        |               | Тихон Антонович Константинов (1898—1957)                                     | 10 февраля 1941 | 19 апреля 1945 | Коммунистическая партия (большевиков) Молдавии | Председатель Совета народных комиссаров Молдавской Советской Социалистической Республики молд. Прешединтеле Советулуй Комисарилор Нородничь ал Републичий Републичий Советиче Сочиалисте Молдовенешть | [ 12 ] |
| 4 (I—II) |               | Николай Григорьевич Коваль (1904—1970) молд. Николае Григорьевич Ковал       | 19 апреля 1945  | 4 апреля 1946 | Коммунистическая партия (большевиков) Молдавии | Председатель Совета народных комиссаров Молдавской Советской Социалистической Республики молд. Прешединтеле Советулуй Комисарилор Нородничь ал Републичий Републичий Советиче Сочиалисте Молдовенешть | [ 13 ] |
| 4 (I—II) | 4 апреля 1946 | Николай Григорьевич Коваль (1904—1970) молд. Николае Григорьевич Ковал       | 19 июля 1946    | Председатель Совета министров Молдавской Советской Социалистической Республики молд. Прешединтеле Советулуй Миништрилор ал Републичий Советиче Сочиалисте Молдовенешть / Președintele Sovietului Miniștrilor al Republicii Sovietice Socialiste Moldovenești | Коммунистическая партия (большевиков) Молдавии | | [ 13 ] |
| 5        |               | Герасим Яковлевич Рудь (1907—1982)                                           | 19 июля 1946    | Председатель Совета министров Молдавской Советской Социалистической Республики молд. Прешединтеле Советулуй Миништрилор ал Републичий Советиче Сочиалисте Молдовенешть / Președintele Sovietului Miniștrilor al Republicii Sovietice Socialiste Moldovenești | Коммунистическая партия (большевиков) Молдавии | 23 января 1958 | [ 14 ] |
| 6        |               | Александр Филиппович Диордица (1911—1996) молд. Александр Филипович Диордицэ | 23 января 1958  | Председатель Совета министров Молдавской Советской Социалистической Республики молд. Прешединтеле Советулуй Миништрилор ал Републичий Советиче Сочиалисте Молдовенешть / Președintele Sovietului Miniștrilor al Republicii Sovietice Socialiste Moldovenești | 24 апреля 1970                                 | Коммунистическая партия Молдавии | [ 15 ] |
| 7 (I)    |               | Пётр Андреевич Паскарь (1929—) молд. Пьотр Андреевич Паскарь                 | 24 апреля 1970  | Председатель Совета министров Молдавской Советской Социалистической Республики молд. Прешединтеле Советулуй Миништрилор ал Републичий Советиче Сочиалисте Молдовенешть / Președintele Sovietului Miniștrilor al Republicii Sovietice Socialiste Moldovenești | 1 сентября 1976                                | Коммунистическая партия Молдавии | [ 16 ] |
| 8        |               | Семён Кузьмич Гроссу (1934—) молд. Семьон Кузмич Гроссу                      | 1 сентября 1976 | Председатель Совета министров Молдавской Советской Социалистической Республики молд. Прешединтеле Советулуй Миништрилор ал Републичий Советиче Сочиалисте Молдовенешть / Președintele Sovietului Miniștrilor al Republicii Sovietice Socialiste Moldovenești | 31 декабря 1980                                | Коммунистическая партия Молдавии | [ 17 ] |
| 9        |               | Иван Григорьевич Устиян (1939—)                                              | 31 декабря 1980 | Председатель Совета министров Молдавской Советской Социалистической Республики молд. Прешединтеле Советулуй Миништрилор ал Републичий Советиче Сочиалисте Молдовенешть / Președintele Sovietului Miniștrilor al Republicii Sovietice Socialiste Moldovenești | 24 декабря 1985                                | Коммунистическая партия Молдавии | [ 18 ] |
| 10       |               | Иван Петрович Калин (1935—2012)                                              | 24 декабря 1985 | Председатель Совета министров Молдавской Советской Социалистической Республики молд. Прешединтеле Советулуй Миништрилор ал Републичий Советиче Сочиалисте Молдовенешть / Președintele Sovietului Miniștrilor al Republicii Sovietice Socialiste Moldovenești | 10 января 1990                                 | Коммунистическая партия Молдавии | [ 19 ] |
| 7 (II)   |               | Пётр Андреевич Паскарь (1929—) молд. Petru Andrei Pascari                    | 10 января 1990  | Председатель Совета министров Молдавской Советской Социалистической Республики молд. Прешединтеле Советулуй Миништрилор ал Републичий Советиче Сочиалисте Молдовенешть / Președintele Sovietului Miniștrilor al Republicii Sovietice Socialiste Moldovenești | 24 мая 1990                                    | Коммунистическая партия Молдавии | [ 16 ] |
| 11       |               | Мирча Георгиевич Друк (1941—) молд. Mircea Gheorghe Druc                     | 25 мая 1990     | Председатель Совета министров Молдавской Советской Социалистической Республики молд. Прешединтеле Советулуй Миништрилор ал Републичий Советиче Сочиалисте Молдовенешть / Președintele Sovietului Miniștrilor al Republicii Sovietice Socialiste Moldovenești | 5 июня 1990                                    | Народный фронт Молдовы | [ 20 ] |
| 11       | 5 июня 1990   | Мирча Георгиевич Друк (1941—) молд. Mircea Gheorghe Druc                     | 23 мая 1991     | Премьер-министр Советской Социалистической Республики Молдова молд. Prim-ministru al Republicii Sovietice Socialiste Moldova |                                                | Народный фронт Молдовы | [ 20 ] |
| 11       | 23 мая 1991   | Мирча Георгиевич Друк (1941—) молд. Mircea Gheorghe Druc                     | 28 мая 1991     | Премьер-министр Республики Молдова молд. Prim-ministru al Republicii Moldova |                                                | Народный фронт Молдовы | [ 20 ] |
| 12       |               | Валерий Фёдорович Муравский (1949—2020) молд. Valeriu Tudor Muravschi        | 28 мая 1991     | Премьер-министр Республики Молдова молд. Prim-ministru al Republicii Moldova | 27 августа 1991                                | Народный фронт Молдовы | [ 21 ] |

## Восстановление независимости (с 1991)
23 мая 1991 года Верховный Совет ССР Молдова принял новое название органа («Парламент») и страны — Республика Молдова (молд. Republica Moldova). 27 августа после провала переворота в Москве, парламент, осудивший действия ГКЧП, принял Декларацию о независимости Республики Молдова и провозгласил её выход из состава СССР. Между тем парламент признал неконституционными объявления независимости Гагаузии (19 августа 1990 года от Молдовы) и Приднестровья (2 сентября 1990 года от Молдовы и, соответственно, 25 августа 1991 года от СССР). Начавшийся 2 марта 1992 года вооружённый конфликт на левобережье Днестра был завершён 21 июля мирным соглашением между Молдовой и Россией и вводом в регион войск последней. В ходе последующего переговорного процесса Приднестровский конфликт был «заморожен», самопровозглашённая республика продолжает контролировать большую часть заявленной территории. Иным образом конфликт был урегулирован в Гагаузии. В ходе совместной работы правительств республик в 1992—1994 годах был согласован законопроект «Об особом правовом статусе Гагауз Ери (Гагаузии)», и после вступления в силу в августе 1994 года конституции Молдовы в декабре парламент страны принял закон, в соответствии с которым в составе унитарной республики создавалось автономное территориальное образование Гагаузия.
|           | Портрет         | Имя (годы жизни)                                                | Полномочия       | Полномочия      | Партия                                 | Выборы                         | Кабинет          | Пр.    |
| Начало    | Портрет         | Имя (годы жизни)                                                | Окончание        |                 | Партия                                 | Выборы                         | Кабинет          | Пр.    |
| --------- | --------------- | --------------------------------------------------------------- | ---------------- | --------------- | -------------------------------------- | ------------------------------ | ---------------- | ------ |
| (12)      |                 | Валерий Фёдорович Муравский (1949—2020) молд. Valeriu Muravschi | 27 августа 1991  | 1 июля 1992     | Народный фронт Молдовы                 | (1990)                         | Муравский        | [ 21 ] |
| 13 (I—II) |                 | Андрей Николаевич Сангели (1944—) молд. Andrei Sangheli         | 1 июля 1992      | 31 марта 1994   | Аграрно-демократическая партия Молдовы | (1990)                         | Сангели (I)      | [ 22 ] |
| 13 (I—II) | 31 марта 1994   | Андрей Николаевич Сангели (1944—) молд. Andrei Sangheli         | 3 декабря 1996   | 1994            | Аграрно-демократическая партия Молдовы | Сангели (II)                   |                  | [ 22 ] |
| и. о.     | 3 декабря 1996  | Андрей Николаевич Сангели (1944—) молд. Andrei Sangheli         | 25 января 1997   | 1994            | Аграрно-демократическая партия Молдовы | Сангели (II)                   |                  | [ 22 ] |
| 14 (I)    |                 | Ион Кондратьевич Чубук (1943—2018) молд. Ion Ciubuc             | 25 января 1997   | 1994            | 9 апреля 1998                          | Альянс за демократию и реформы | Чубук (I)        | [ 23 ] |
| и. о.     | 9 апреля 1998   | Ион Кондратьевич Чубук (1943—2018) молд. Ion Ciubuc             | 22 мая 1998      | 1994            |                                        | Альянс за демократию и реформы | Чубук (I)        | [ 23 ] |
| 14 (II)   | 22 мая 1998     | Ион Кондратьевич Чубук (1943—2018) молд. Ion Ciubuc             | 1 февраля 1999   | 1998            | Чубук (II)                             | Альянс за демократию и реформы |                  | [ 23 ] |
| и. о.     | 1 февраля 1999  | Ион Кондратьевич Чубук (1943—2018) молд. Ion Ciubuc             | 12 марта 1999    | 1998            | Чубук (II)                             | Альянс за демократию и реформы |                  | [ 23 ] |
| 15        |                 | Ион Михайлович Стурза (1960—) молд. Ion Sturza                  | 12 марта 1999    | 1998            | 9 ноября 1999                          | Альянс за демократию и реформы | Стурза           | [ 24 ] |
| и. о.     | 9 ноября 1999   | Ион Михайлович Стурза (1960—) молд. Ion Sturza                  | 21 декабря 1999  | 1998            |                                        | Альянс за демократию и реформы | Стурза           | [ 24 ] |
| 16        |                 | Дмитрий Петрович Брагиш (1957—) молд. Dumitru Braghiș           | 21 декабря 1999  | 1998            | 19 марта 2001                          | беспартийный                   | Брагиш           | [ 25 ] |
| и. о.     | 19 марта 2001   | Дмитрий Петрович Брагиш (1957—) молд. Dumitru Braghiș           | 19 апреля 2001   | 1998            |                                        | беспартийный                   | Брагиш           | [ 25 ] |
| 17 (I)    |                 | Василий Павлович Тарлев (1963—) молд. Vasile Tarlev             | 19 апреля 2001   | 24 марта 2005   | Партия коммунистов Республики Молдова  | 2001                           | Тарлев (I)       | [ 26 ] |
| и. о.     | 24 марта 2005   | Василий Павлович Тарлев (1963—) молд. Vasile Tarlev             | 19 апреля 2005   |                 | Партия коммунистов Республики Молдова  | 2001                           | Тарлев (I)       | [ 26 ] |
| 17 (II)   | 19 апреля 2008  | Василий Павлович Тарлев (1963—) молд. Vasile Tarlev             | 19 марта 2008    | 2005            | Партия коммунистов Республики Молдова  | Тарлев (II)                    |                  | [ 26 ] |
| и. о.     | 19 марта 2008   | Василий Павлович Тарлев (1963—) молд. Vasile Tarlev             | 31 марта 2008    | 2005            | Партия коммунистов Республики Молдова  | Тарлев (II)                    |                  | [ 26 ] |
| 18 (I)    |                 | Зинаида Петровна Гречаный (1956—) молд. Zinaida Greceanîi       | 31 марта 2008    | 2005            | Партия коммунистов Республики Молдова  | 4 мая 2009                     | Гречаный (I)     | [ 27 ] |
| и. о.     | 4 мая 2009      | Зинаида Петровна Гречаный (1956—) молд. Zinaida Greceanîi       | 10 июня 2009     | 2005            | Партия коммунистов Республики Молдова  |                                | Гречаный (I)     | [ 27 ] |
| 18 (II)   | 10 июня 2009    | Зинаида Петровна Гречаный (1956—) молд. Zinaida Greceanîi       | 26 августа 2009  | 2009 (апрель)   | Партия коммунистов Республики Молдова  | Гречаный (II)                  |                  | [ 27 ] |
| и. о.     | 26 августа 2009 | Зинаида Петровна Гречаный (1956—) молд. Zinaida Greceanîi       | 14 сентября 2009 | 2009 (апрель)   | Партия коммунистов Республики Молдова  | Гречаный (II)                  |                  | [ 27 ] |
| и. о.     |                 | Виталий Васильевич Пырлог (1974—) молд. Vitalie Pîrlog          | 14 сентября 2009 | 2009 (апрель)   | Партия коммунистов Республики Молдова  | Гречаный (II)                  | 25 сентября 2009 | [ 28 ] |
| 19 (I)    |                 | Владимир Васильевич Филат (1969—) молд. Vladimir Filat          | 25 сентября 2009 | 27 декабря 2010 | Либерал-демократическая партия Молдовы | 2009 (июль)                    | Филат (I)        | [ 29 ] |
| и. о.     | 27 декабря 2010 | Владимир Васильевич Филат (1969—) молд. Vladimir Filat          | 14 января 2011   |                 | Либерал-демократическая партия Молдовы | 2009 (июль)                    | Филат (I)        | [ 29 ] |
| 19 (II)   | 14 января 2011  | Владимир Васильевич Филат (1969—) молд. Vladimir Filat          | 5 марта 2013     | 2010            | Либерал-демократическая партия Молдовы | Филат (II)                     |                  | [ 29 ] |
| и. о.     | 5 марта 2013    | Владимир Васильевич Филат (1969—) молд. Vladimir Filat          | 25 апреля 2013   | 2010            | Либерал-демократическая партия Молдовы | Филат (II)                     |                  | [ 29 ] |
| и. о.     |                 | Юрий Григорьевич Лянкэ (1963—) рум. Iurie Leancă                | 25 апреля 2013   | 2010            | Либерал-демократическая партия Молдовы | Филат (II)                     | 31 мая 2013      | [ 30 ] |
| 20        | 31 мая 2013     | Юрий Григорьевич Лянкэ (1963—) рум. Iurie Leancă                | 10 декабря 2014  | 2010            | Либерал-демократическая партия Молдовы | Лянкэ                          |                  | [ 30 ] |
| и. о.     | 10 декабря 2014 | Юрий Григорьевич Лянкэ (1963—) рум. Iurie Leancă                | 18 февраля 2015  | 2010            | Либерал-демократическая партия Молдовы | Лянкэ                          |                  | [ 30 ] |
| 21        |                 | Кирилл Васильевич Габурич (1976—) рум. Chiril Gaburici          | 18 февраля 2015  | 12 июня 2015    | беспартийный                           | 2014                           | Габурич          | [ 31 ] |
| и. о.     | 12 июня 2015    | Кирилл Васильевич Габурич (1976—) рум. Chiril Gaburici          | 22 июня 2015     |                 | беспартийный                           | 2014                           | Габурич          | [ 31 ] |
| и. о.     |                 | Наталья Мирчевна Герман (1969—) рум. Natalia Gherman            | 22 июня 2015     | 30 июля 2015    | Либерал-демократическая партия Молдовы | 2014                           | Габурич          | [ 32 ] |
| 22        |                 | Валерий Иванович Стрелец (1970—) рум. Valeriu Streleț           | 30 июля 2015     | 29 октября 2015 | Либерал-демократическая партия Молдовы | 2014                           | Стрелец          | [ 33 ] |
| и. о.     | 29 октября 2015 | Валерий Иванович Стрелец (1970—) рум. Valeriu Streleț           | 30 октября 2015  |                 | Либерал-демократическая партия Молдовы | 2014                           | Стрелец          | [ 33 ] |
| и. о.     |                 | Георгий Владимирович Брега (1951—) рум. Gheorghe Brega          | 30 октября 2015  | 20 января 2016  | Либеральная партия                     | 2014                           | Стрелец          | [ 34 ] |
| 23        |                 | Павел Петрович Филип (1966—) рум. Pavel Filip                   | 20 января 2016   | 9 марта 2019    | Демократическая партия Молдовы         | 2014                           | Филип            | [ 35 ] |
| и. о.     | 9 марта 2019    | Павел Петрович Филип (1966—) рум. Pavel Filip                   | 8 июня 2019      |                 | Демократическая партия Молдовы         | 2014                           | Филип            | [ 35 ] |
| 24        |                 | Майя Григорьевна Санду (1972—) рум. Maia Sandu                  | 8 июня 2019      | 12 ноября 2019  | Партия «Действие и солидарность»       | 2019                           | Санду            | [ 36 ] |
| и. о.     | 12 ноября 2019  | Майя Григорьевна Санду (1972—) рум. Maia Sandu                  | 14 ноября 2019   |                 | Партия «Действие и солидарность»       | 2019                           | Санду            | [ 36 ] |
| 25        |                 | Ион Васильевич Кику (1972—) рум. Ion Chicu                      | 14 ноября 2019   | 23 декабря 2020 | беспартийный                           | 2019                           | Кику             | [ 37 ] |
| и. о.     | 23 декабря 2020 | Ион Васильевич Кику (1972—) рум. Ion Chicu                      | 31 декабря 2020  |                 | беспартийный                           | 2019                           | Кику             | [ 37 ] |
| и. о.     |                 | Аурелий Валерианович Чокой (1968—) рум. Aureliu Ciocoi          | 31 декабря 2020  | 6 августа 2021  | беспартийный                           | 2019                           | Кику             | [ 38 ] |
| 26        |                 | Наталья Валерьевна Гаврилица (1977—) рум. Natalia Gavrilița     | 6 августа 2021   | 10 февраля 2023 | Партия «Действие и солидарность»       | 2021                           | Гаврилица        | [ 39 ] |
| и. о.     | 10 февраля 2023 | Наталья Валерьевна Гаврилица (1977—) рум. Natalia Gavrilița     | 16 февраля 2023  |                 | Партия «Действие и солидарность»       | 2021                           | Гаврилица        | [ 39 ] |
| 27        |                 | Дорин Павлович Речан (1974—) рум. Dorin Recean                  | 16 февраля 2023  | действующий     | беспартийный                           | 2021                           | Речан            | [ 40 ] |